# 今西壽雄
今西 壽雄（いまにし としお、1914年〈大正3年〉9月9日 - 1995年〈平成7年〉11月15日）は、日本の登山家。元日本山岳会会長。マナスル世界初登頂に成功。記念切手も発行された。　

## 略歴
奈良県出身。旧制浪速高等学校を経て、1941年、京都帝国大学農学部卒業。
旧制高校在学時代より登山を始める。1953年、京大学士山岳会ヒマラヤ・アンナプルナ2峰遠征隊隊長としてアンナプルナ登頂に挑戦するが撤退。1956年、槇有恒率いる日本山岳会第三次マナスル登山隊に参加し、シェルパのギャルツェン・ノルブとともにマナスル世界初登頂に成功した。この快挙は戦後の日本人に誇りと自信を取り戻させるニュースとして大きく伝えられ、さらにネパールと日本との国交が結ばれるきっかけとなった。
その後1963年、株式会社今西組の社長に就任し、大阪万博でのネパール館の建設や、駐日ネパール大阪名誉総領事に就任するなど「ヒマラヤの恩返し」としてネパールとの国際親善に貢献した。また1985年から1988年には日本山岳会会長も務めた。